# Fakulta umění a architektury Technické univerzity v Liberci
Fakulta umění a architektury byla založena v roce 1994 jako Fakulta architektury (FA), je tedy třetí nejmladší fakultou Technické univerzity v Liberci. Na přelomu let 2006–7 byla přejmenována na Fakultu umění a architektury (FUA). Fakulta se spolupodílí na provozu galerie Die Aktualität des schönen.

## Děkani fakulty
- prof. Ing. arch. Akad. arch. Jiří Suchomel (1994–2000)
- Ing. arch. Zdeněk Lukeš (2000–2003)
- V roce 2003 poprvé a v roce 2004 podruhé byl senátem FA na funkci děkana zvolen Martin Roubík, nebyl ale do funkce jmenován rektorem (tehdejší rektor Vojtěch Konopa ho odmítl jmenovat, protože mu Martin Roubík nepředložil potřebný důkaz o obhájení vysokoškolského diplomu).[1][2][3] Vedením fakulty byl dočasně pověřen zakládající děkan Jiří Suchomel.
- prof. Dr. Ing. arch. Bořek Šípek (2005–2012)
- prof. Ing. arch. Zdeněk Fránek (2012–2018)
- V roce 2018, po rezignaci Zdeňka Fránka, byl vedením fakulty pověřen zakládající děkan Jiří Suchomel, část pravomocí (např. rozhodování o pracovněprávních vztazích) si ponechal rektor Miroslav Brzezina.
- Ing. arch. MgA. Osamu Okamura (2019–2022)[4]
- doc. M.A. Jan Stolín (od roku 2023)[5]

## Katedry
- Katedra architektury (KAR)
- Katedra teorie a dějin výtvarného umění a architektury (KDA)
- Katedra nosných konstrukcí (KNK)
- Katedra pozemního stavitelství (KPS)
- Katedra umění (KUM)
- Katedra urbanismu (KUR)